# 佐々木駿 (モデル)
佐々木 駿（ささき しゅん、1998年6月27日 - ）は、日本のモデル、YouTuber、起業家、実業家。大阪府出身。
血液型はA型。愛称は「しゅんきち」

## 来歴
2016年8月、"日本一のイケメン高校生"を決めるミスターコンテスト 男子高生ミスターコン2016-2017 に応募し、近畿地方グランプリに選出され注目を浴びた。
2016年『超十代 -2016』